# Vera Marzot
Vera Marzot (Milano, 22 giugno 1931 – Roma, 20 febbraio 2012) è stata una costumista italiana nota per la sua lunga collaborazione con i registi Vittorio De Sica e Luchino Visconti.

## Biografia
Esordì nel cinema alla fine degli anni '50 come assistente ai costumi di Dario Cecchi,  Beni Montresor e Piero Zuffi. Nel 1960 assunse la responsabilità esclusiva dei costumi nel film Urlatori alla sbarra di Lucio Fulci. Seguirono i costumi per i film di Nanni Loy e Joseph Losey. 
Nel 1961 iniziò a collaborare con il costumista Piero Tosi, inizialmente nel dramma storico Il Gattopardo di Luchino Visconti: Tosi, Marzot e Umberto Tirelli riuscirono a disegnare in breve tempo centinaia di costumi. Gli artisti coinvolti erano accomunati dall'interesse per le riproduzioni storicamente accurate e dall'amore per i dettagli, e il film fu celebrato come un capolavoro della storia del cinema. Nello stesso anno Vera Marzot e Tosi furono scelti come costumisti per il film I compagni di Mario Monicelli.

## Filmografia

### Costumista cinema
- Urlatori alla sbarra, regia di Lucio Fulci (1960)
- A noi piace freddo...!, regia di Steno (1960)
- Un giorno da leoni, regia di Nanni Loy (1961)
- Eva, regia di Joseph Losey (1962)
- D'Artagnan contro i 3 moschettieri, regia di  Fulvio Tului (1963)
- Maciste nell'inferno di Gengis Khan, regia di Domenico Paolella (1963)
- I due evasi di Sing Sing, regia di Lucio Fulci (1964)
- Le belle famiglie, regia di Ugo Gregoretti (1964)
- Matrimonio all'italiana, regia di Vittorio De Sica (1964)
- Con rispetto parlando, regia di Marcello Ciorciolini (1965)
- I corpi presentano tracce di violenza carnale, regia di Sergio Martino (1973)
- Il mio nome è nessuno, regia di Tonino Valerii (1973)
- La colonna infame, regia di Nelo Risi (1973)
- La via del silenzio, regia di Franco Brocani (1980)
- Habibi, amor mio, regia di Luis Gomez Valdivieso (1981)
- Lucky Luke, regia di Terence Hill (1991)
- Botte di Natale, regia di Terence Hill (1994)

### Costumista film tv
- Il berretto a sonagli, 1970
- Noi siamo angeli, 1997

## Premi e riconoscimenti
Premio Ubu - 1978/1979
Migliori costumi per L'uccellino azzurro